# Amaurodon
Amaurodon is een geslacht van schimmels behorend tot de familie Thelephoraceae. De typesoort is  Amaurodon viridis. Soorten in het geslacht hebben geresupineerde en corticioïde (afgeplatte, korstachtige) vruchtlichamen die groeien op rottend hout.

## Soorten
Volgens Index Fungorum bevat het geslacht tien soorten (peildatum december 2021):
| Soortnaam                                      | Auteur(s)                                    | Publicatiejaar |
| ---------------------------------------------- | -------------------------------------------- | -------------- |
| Amaurodon aeruginascens                        | (Hjortstam & Ryvarden) Kõljalg & K.H. Larss. | 1996           |
| Amaurodon angulisporus                         | Gardt & Yorou                                | 2011           |
| Amaurodon aquicoeruleus                        | Agerer                                       | 2001           |
| Amaurodon atrocyaneus (Blauwgroen rouwvliesje) | (Wakef.) Kõljalg & K.H. Larss.               | 1996           |
| Amaurodon cyaneus (Spinragblauwspoorkorstje)   | (Wakef.) Kõljalg & K.H. Larss.               | 1996           |
| Amaurodon hydnoides                            | Kõljalg & Ryvarden                           | 1997           |
| Amaurodon mustialaensis                        | (P. Karst.) Kõljalg & K.H. Larss.            | 1996           |
| Amaurodon sumatranus                           | Miettinen & Kõljalg                          | 2007           |
| Amaurodon viridis                              | (Alb. & Schwein.) J. Schröt.                 | 1888           |
| Amaurodon wakefieldiae                         | (Burds. & M.J. Larsen) Kõljalg & K.H. Larss. | 1996           |